# Ivan Yarkovsky
Ivan Ossipovitch Yarkovsky (né soit le 12, soit le 24 mai 1844 à Osveja (non loin de Vitebsk) et mort le 22 janvier 1902 à Heidelberg) est un ingénieur civil polonais.

## Biographie
La famille d'Ivan Yarkovsky est originaire de Pologne. Son père prend part à l'insurrection de novembre 1830. Déchu de son titre, il émigre en Russie où il meurt en 1847. La mère d'Ivan Yarkovsky s'établit alors à Moscou où elle exerce le métier de gouvernante. Ivan Yarkovsky est scolarisé dans une école paroissiale. À la mort de sa mère, il entre dans un établissement militaire accueillant des orphelins. Il sert dans l'artillerie mais ne peut intégrer l'académie technique militaire. Il entre à l'Institut technologique d'Etat de Saint-Pétersbourg (en) (alors Institut pratique de technologie) en 1868 et obtient le titre d'ingénieur civil en 1872.
Il travaille pour les chemins de fer russes. Astronome amateur, sa postérité est due à ses travaux sur la radiation thermale des objets de petite taille. Un astéroïde, (35334) Yarkovsky, a été baptisé en son honneur. Il a aussi mis au point une explication mécanique de la gravitation (en).
Il donne son nom à l'Effet Yarkovsky.